# Antoniów (gmina Mykanów)
Antoniów – wieś w Polsce, położona w województwie śląskim, w powiecie częstochowskim, w gminie Mykanów.
W latach 1975–1998 miejscowość administracyjnie należała do województwa częstochowskiego.